# Lübecker Literaturtreffen

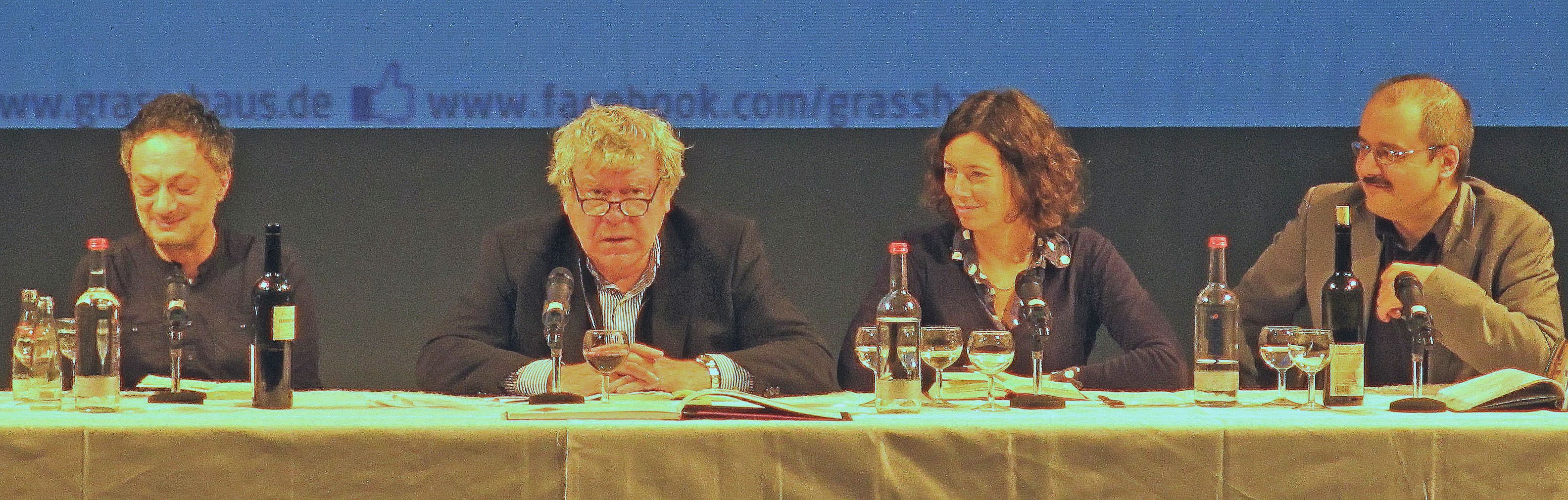
Lesung im Theater Lübeck aus Anlass des Lübecker Literaturtreffens 2013; von links Feridun Zaimoglu, Tilman Spengler, Eva Menasse und Sherko Fatah

Das „Lübecker Literaturtreffen“ ist der von Günter Grass bestimmte Titel eines am 5. Dezember 2005 gegründeten deutschen Autorenzirkels. Die zunächst in Anlehnung an die Gruppe 47 „Lübeck 05“ titulierte Vereinigung setzt sich aus bekannten deutschsprachigen Schriftstellern zusammen. Ziel ist es laut Grass, das „Bedürfnis nach politischer Einmischung“ in der jüngeren Schriftstellergeneration wachzuhalten, und ihrer regionalen „Verstreuung“ über das Land hinweg entgegenzuwirken. Im Gegensatz zur Gruppe 47 können am Zirkel Lübeck 05 keine Literaturkritiker teilnehmen.
Bei den Mitgliedern – Thomas Brussig, Michael Kumpfmüller, Katja Lange-Müller, Benjamin Lebert, Eva Menasse, Matthias Politycki, Tilman Spengler und Burkhard Spinnen – handelt es sich überwiegend um Schriftsteller, die sich vor der Bundestagswahl 2005 deutlich für eine Fortsetzung der rot-grünen Koalition ausgesprochen hatten. Neben der Diskussion laufender schriftstellerischer Projekte im Sinne eines Werkstattgesprächs sollte auch die politische Situation erörtert werden. Nach einem ersten Treffen im Lübecker Günter-Grass-Haus am 5. Dezember 2005 fand am 6. Dezember eine erste gemeinsame Lesung im Buddenbrookhaus statt, wobei Thomas Brussig und Burkhard Spinnen wegen Krankheit abgesagt hatten.
In ihren ersten programmatischen Äußerungen betonte die Gruppe, die sich selbst als „Zusammenrottung“ versteht, vor allem ihren experimentellen Charakter. Auf einen expliziten Schulterschluss mit der Gruppe 47 wird verzichtet, es gibt auch kein gemeinsames Manifest. Der überwiegende Teil der Arbeit, besonders die Besprechung unveröffentlichter Manuskripte, soll nichtöffentlich stattfinden. Auch soll der professionellen Kulturkritik der Feuilletons kein besonderer Raum zugestanden werden (Grass: „Wir sind das Primäre, die Kritiker das Sekundäre“). Die Gruppe will sich fortan jährlich treffen. Neue Mitglieder sind zulässig. 
2015 findet das Lübecker Literaturtreffen zum zehnten Mal statt. Zu den regelmäßigen Teilnehmern zählen inzwischen auch die Schriftsteller Dagmar Leupold, Feridun Zaimoglu, Norbert Niemann, Fridolin Schley, Ingo Schulze und Sherko Fatah. Wenige Wochen nach dem Jubiläumstreffen starb Günter Grass. Am 22.–24. Januar 2016 fand das Treffen, zu dem als Gastautoren Nora Bossong, Lena Gorelik, Christiane Neudecker und Karen Köhler geladen waren, erstmals ohne ihn statt.
Ursprünglich vorausgegangen war dem Projekt der Versuch Grass’, an die Strukturen der ehemaligen Gruppe 47 wiederanzuknüpfen: Im April 2005 war er erstmals nach 38 Jahren seit dem Zerbrechen der Vereinigung wieder mit Hans Magnus Enzensberger und Peter Rühmkorf aus Anlass einer gemeinsamen Lesung zusammengekommen.
Das Lübecker Literaturtreffen wird von der Kulturstiftung Hansestadt Lübeck unterstützt.